# NGC 95

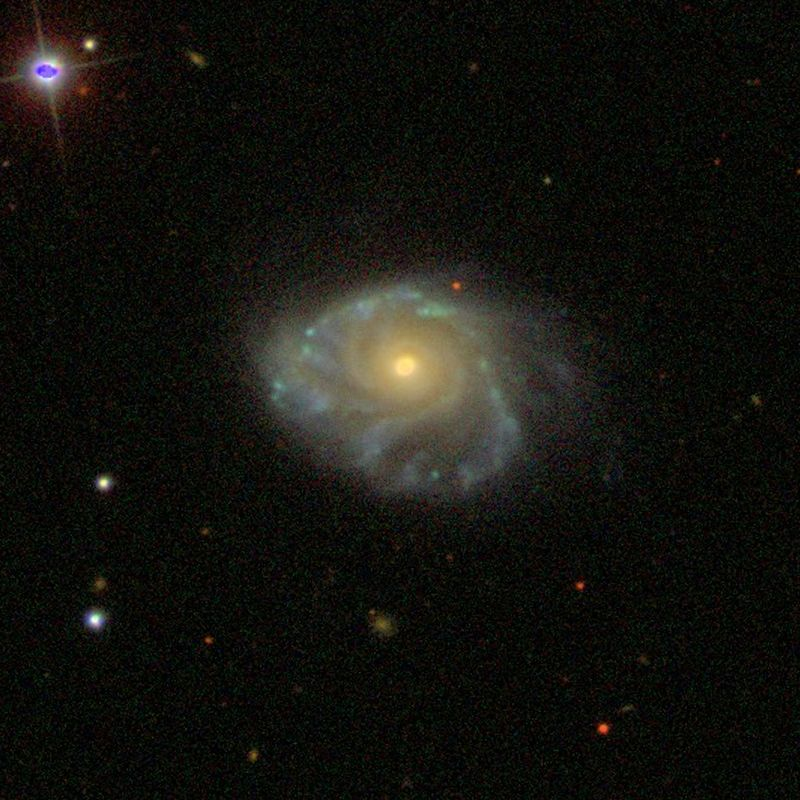
NGC 95 (SDSS III)

NGC 95 è una galassia a spirale barrata (SAB(rs)c pec), situata in direzione della costellazione dei Pesci alla distanza di 240 milioni di anni luce.
Fu scoperta dall'astronomo britannico William Herschel il 18 ottobre 1784.
Il suo diametro è stimato in 120.000 anni luce; è pertanto poco più grande della nostra Via Lattea.